# Deiffelt (Luxembourg)
Pour l’article homonyme, voir Deiffelt (Belgique).
Deiffelt (luxembourgeois : Deewelt) est une section de la commune luxembourgeoise de Wincrange située dans le canton de Clervaux.

## Histoire
Avant le 1er janvier 1978, Deiffelt faisait partie de l’ancienne commune de Boevange.